# Colegiada de San Gimignano
A Colegiada, dedicada a Santa Maria Assunta, é a principal igreja de San Gimignano, na Itália.
Está situada na Piazza del Duomo, no coração da cidade. Era uma vez a catedral (em italiano: duomo), mas desde que San Gimignano foi desprovida de um bispo a igreja reverteu para o status de uma igreja colegiada. A primeira igreja erguida no local foi iniciada no século X. O edifício atual foi iniciado no início do século XII e foi consagrado pelo Papa Eugênio III em 1148. Foi alterado e ampliado por Giuliano da Maiano entre 1466 e 1468, mas a fachada ainda data de 1239, sendo muito sóbria.
O interior é famoso por seus ricos afrescos, que cobrem praticamente todas as paredes. As arcadas são de mármore preto e branco listrado. No centro há um grande afresco de São Sebastião por Benozzo Gozzoli (1465), encomendado após o fim da praga que atingiu a cidade em 1464. Um ciclo de afrescos de Taddeo di Bartolo representa o Juízo Final em detalhes macabros. Existem também ciclos do Antigo Testamento por Bartolo di Fredi (1356-1367) e do Novo Testamento, tradicionalmente atribuídos a Barna da Siena, mas possivelmente podem ser de Lippo Memmi, iniciados em 1333. As duas capelas principais são a Capela de San Gimignano, com um altar de Benedetto da Maiano, e a Capela de Santa Fina, desenhada por Giuliano da Maiano, com esculturas de seu irmão Benedetto. Domenico Ghirlandaio pintou os afrescos da última capela.

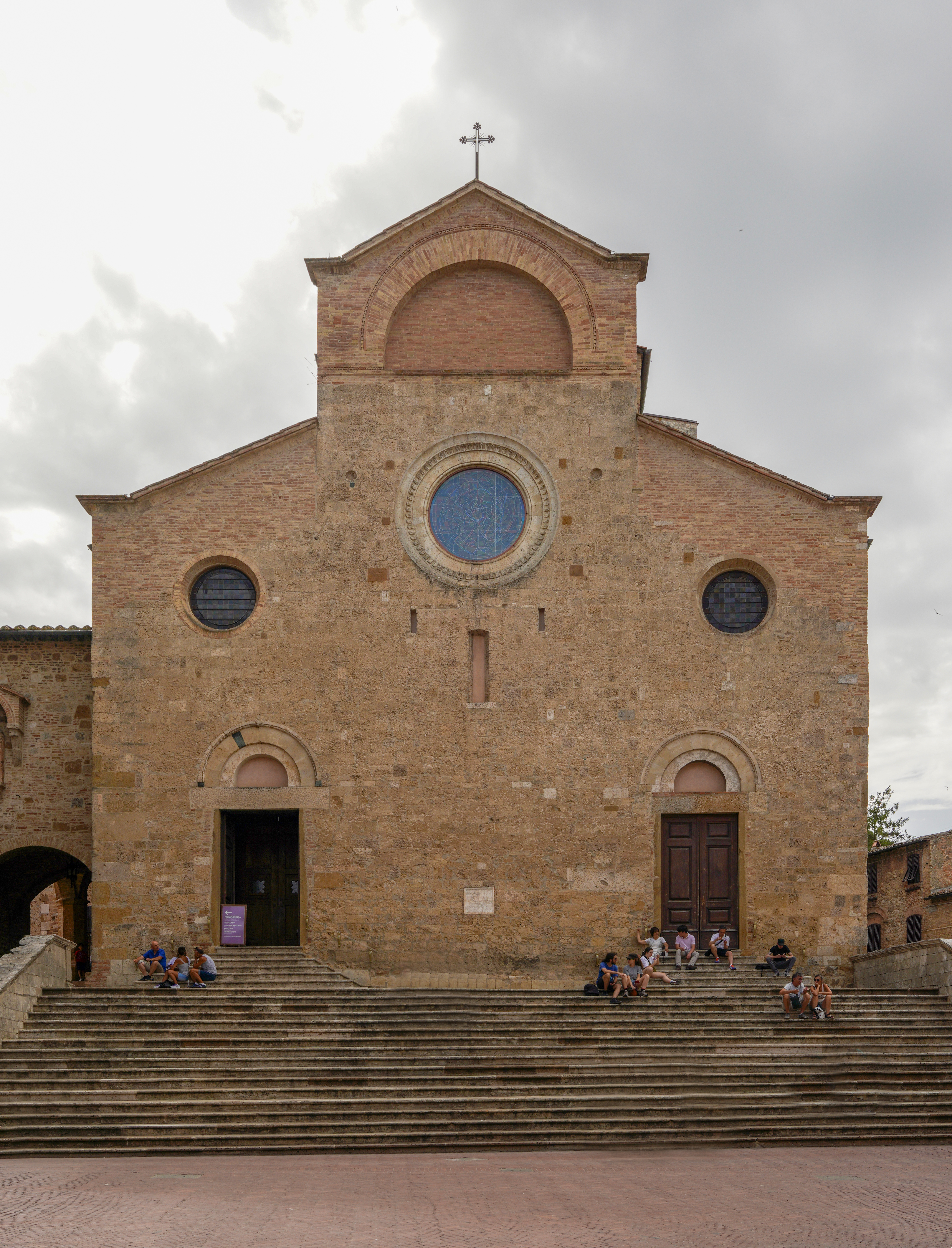
Fachada
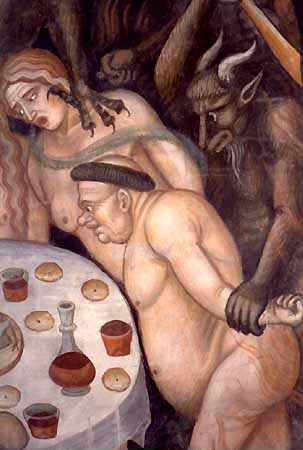
Taddeo di Bartolo: A punição dos gulosos no Inferno
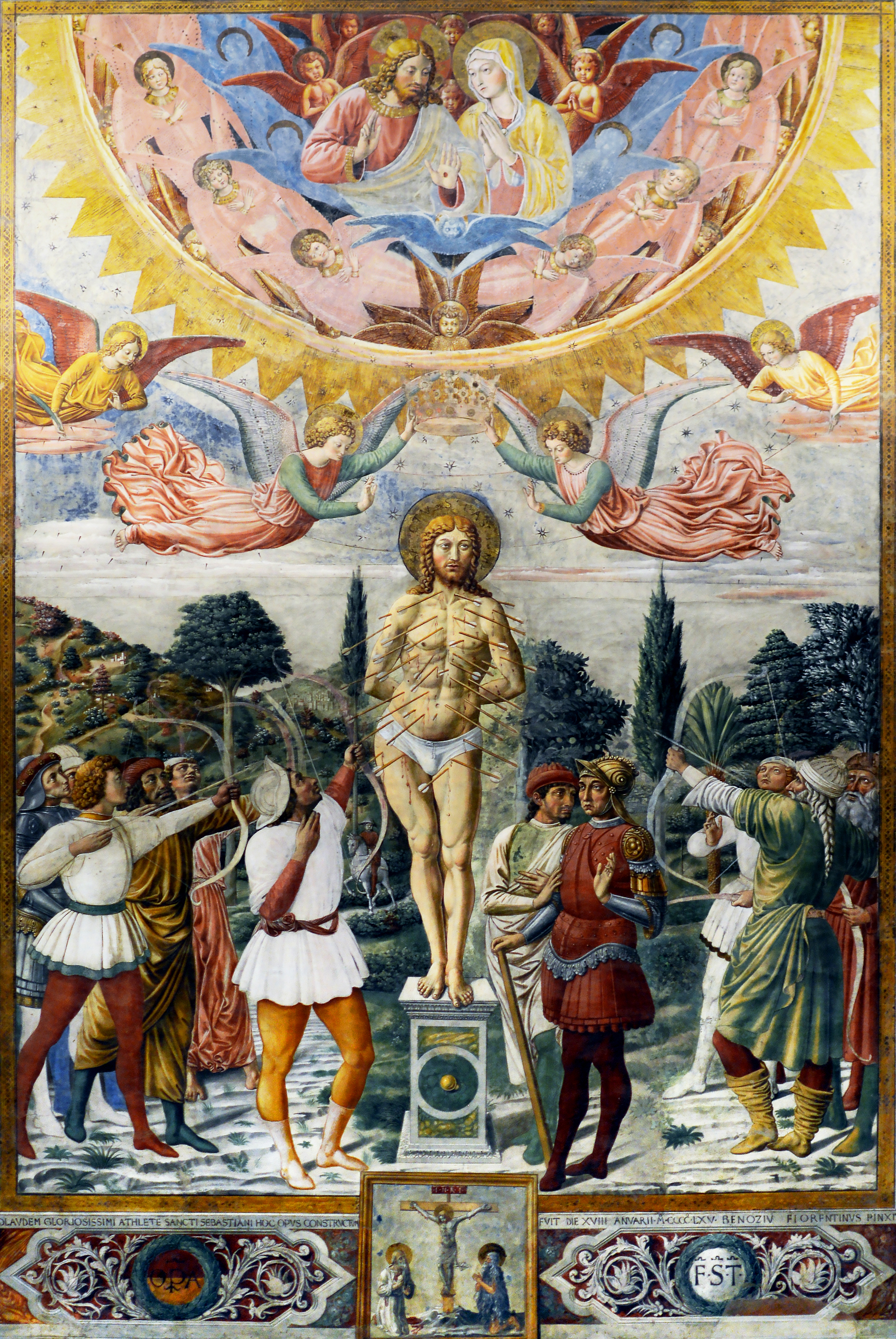
Benozzo Gozzoli: Martírio de S. Sebastião
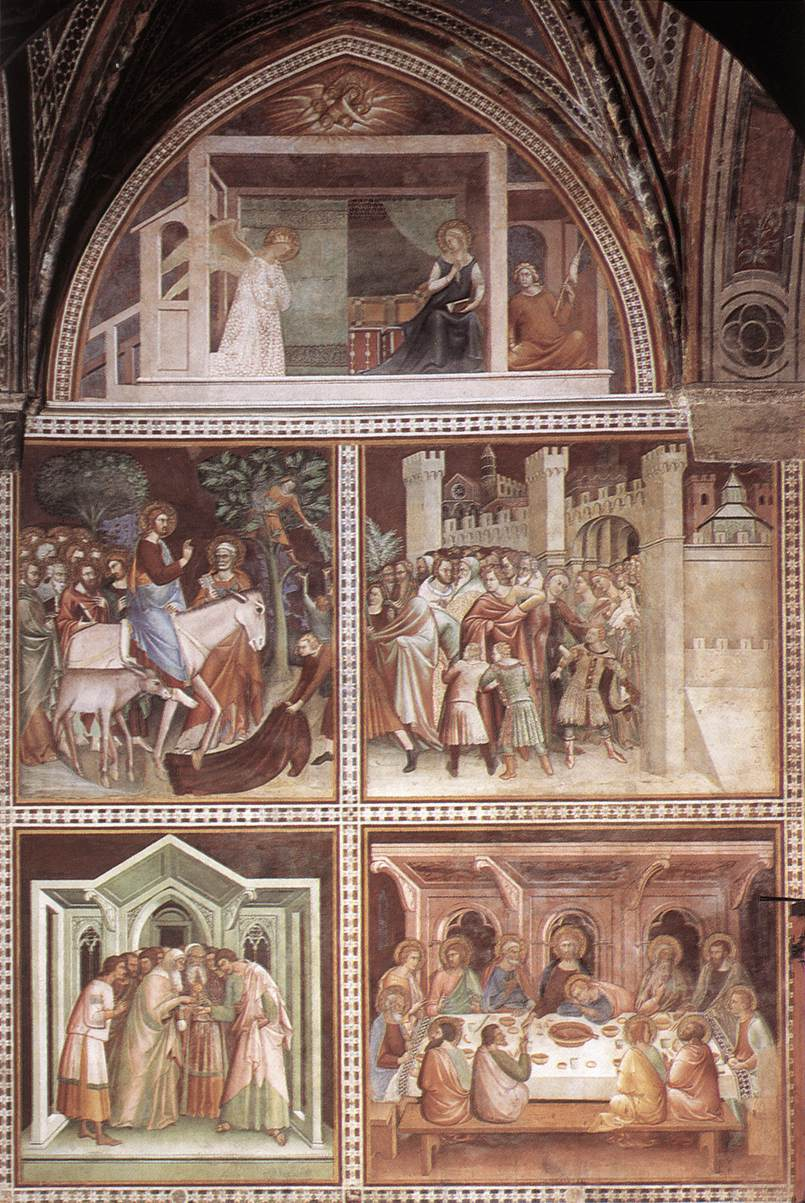
Atribuídas a Barna da Siena: Cenas do Novo Testamento